# Concattedrale dei Santi Martiri del XX secolo
La concattedrale dei Santi Martiri del XX secolo è una chiesa di Patti, situata nella località Croce Segreto-San Giovanni. È la concattedrale della diocesi di Patti affiliata, per quanto riguarda gli aspetti pastorali, alla basilica cattedrale di San Bartolomeo di Patti.

## Storia
La costruzione di una nuova chiesa per la diocesi di Patti si rese necessaria data la difficoltà di raggiungere l'antica basilica cattedrale di San Bartolomeo, inserita in pieno centro storico. L'edificio fu progettato dall'architetto Rosario Fonti.
I lavori di costruzione del tempio ebbero inizio il 28 marzo 2008. La cerimonia di posa della prima pietra fu presieduta dal vescovo di Patti Ignazio Zambito. Lo stesso mons. Zambito, il 15 settembre 2012, dedicò solennemente la concattedrale con il rito del Pontificale Romano.

## Descrizione
L'edificio, dalla caratteristica colorazione azzurra, che gli deve il soprannome di Basilica Blu, si presenta a pianta circolare.
L'interno è ornato dai pregevoli affreschi dell'artista monrealese Franco Nocera, sempre caratterizzati della colorazione blu-azzurra. Punto focale della chiesa è l'antico crocifisso, posto al centro del presbiterio, di frate Umile da Petralia. Nella cripta sotterranea e in un locale adiacente alla chiesa si trovano un salone, 18 aule catechistiche ed i servizi.

### Organo a canne
L'organo a canne della concattedrale di Patti è stato inaugurato il 10 novembre 2012 ed è frutto di una generosa donazione. Si tratta di uno strumento di modeste dimensioni ma dalle spiccate qualità sonore che è stato costruito costruito dall'organaro veneto Alessio Lucato. Dotato di un manuale e pedale, è composto di 10 registri reali, per un totale di 458 canne.

### Critiche
La prima e pesante critica a tale opera giunge dall'artista e pittore Alfredo Iraci attraverso il libro "qualcuno doveva pur dirlo" edito dallo stesso autore. Le critiche mosse nei confronti dell'autorità ecclesiastica nazionale e locale si incentrano sull'arte e sul senso teologico dell'opera (definita con varie accezioni negative)